# Gare d’Aiguillon
Gare d’Aiguillon vasútállomás Franciaországban, Aiguillon településen.

## Vasútvonalak
Az állomást az alábbi vasútvonalak érintik:
- Bordeaux–Sète-vasútvonal

## Kapcsolódó állomások
A vasútállomáshoz az alábbi állomások vannak a legközelebb:
- Gare de Tonneins (Gare de Bordeaux-Saint-Jean, Bordeaux–Sète-vasútvonal)
- Gare de Port-Sainte-Marie (Gare de Sète, Bordeaux–Sète-vasútvonal)